# Kasteel de Bunswyck

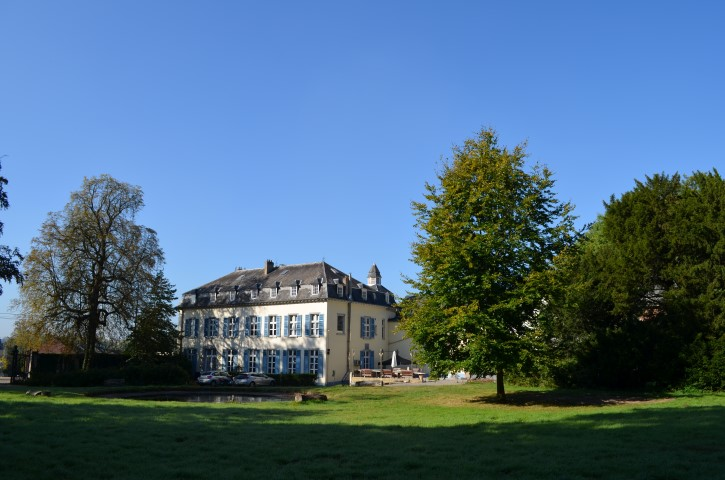
Kasteel de Bunswyck

Het Kasteel de Bunswyck is een kasteel in de tot de Vlaams-Brabantse gemeente Leuven behorende plaats Kessel-Lo, gelegen aan de Tiensesteenweg 343.

## Geschiedenis
In de 18e eeuw was hier een jachthuis dat mogelijk in bezit was van de familie van Aarschot. Op de Villaretkaart (omstreeks 1745) werd het voor het eerst opgetekend. In 1832 was het huis in bezit van dakpannenfabrikant Henri Peemans.
Na diens dood kwam het aan Louis Alexandre de Dieudonné die onder meer burgemeester van Korbeek-Lo was. Via huwelijk van diens dochter kwam het in bezit van de familie Ernst waarvan de telgen uiteindelijk ook de titel de Bunswyck mochten voeren. In 1937 werd het goed verkocht aan de familie Hottat-Hennau, eigenaars van de Leuvense tricotagefabriek Fabota, die in 1939 ook een goed in Korbeek-Lo opkocht dat sindsdien als Domein Hottat bekend staat. Raymond Hottat overleed in 1964, waarna het domein opgedeeld werd onder enkele erfgenamen. In 1995 trokken de Hottats uit het landhuis, dat daarna een congrescentrum werd.
Het huis werd omstreeks 1857 sterk gewijzigd in opdracht van Louis Dieudonné. Een deel werd gesloopt en wat overbleef werd sterk vergroot. In 1873 verkreeg het de status van kasteel. Ook onder Hottat werd het huis nog vergroot.

## Gebouw
Het geheel, met hoge mansardedaken, oogt als een Frans landhuis met neoclassicistische stijlelementen. Het hoofdgebouw toont de wapenschilden van de families Ernst en de Dieudonné, met de lijfspreuk: sine invidea laudem. Daarnaast treft men enkele dienstgebouwen aan die deels in neorenaissancestijl werden uitgevoerd. Er is onder meer een hoge bakstenen duiventoren.

## Interieur
Het interieur werd in 1938 heringericht in neorenaissancestijl.

## Park
Het domein meet 9,5 ha en is in 1937 heraangelegd in landschapsstijl. In de kruidlaag vindt men gele dovenetel, gevlekte aronskelk, bieslook en diverse andere soorten.